# مشاهیر بزرگ جهان
مشاهیر بزرگ جهان (ژاپنی: まんが偉人物語؛ انگلیسی: Manga Ijin Monogatari) نام یک مجموعه انیمه (کارتون ژاپنی) است که در سال ۱۹۷۷ توسط شبکه خبری ژاپن (از زیرمجموعه‌های تی‌بی‌اس) منتشر شد. این مجموعه با همکاری شبکهٔ «ام‌بی‌اس تی‌وی»، «گروه تی‌ای‌سی» و «کادوکاوا هرالد پیکچرز» ساخته شد. هر قسمت از این کارتون از دو قسمت ۱۵ دقیقه‌ای مجزا تشکیل شده بود که هر کدام، به یک فرد مشهور اختصاص داشت. راوی داستان‌ها در نسخهٔ اصلی ژاپنی ریوهی اوچیدا بود.
این مجموعه در دههٔ ۱۳۶۰ خورشیدی از تلویزیون ایران پخش شد.